# Холокост в Воложинском районе
Холокост в Воло́жинском районе — систематическое преследование и уничтожение евреев на территории Воложинского района Минской области оккупационными властями нацистской Германии и коллаборационистами в 1941—1944 годах во время Второй мировой войны, в рамках политики «Окончательного решения еврейского вопроса» — составная часть Холокоста в Белоруссии и Катастрофы европейского еврейства.

## Геноцид евреев в районе
Воложинский район был полностью оккупирован немецкими войсками 26 июня 1941 года, и оккупация продлилась более трёх лет — до июля 1944 года. Нацисты включили Воложинский район в состав территории, административно отнесённой в состав рейхскомиссариата «Остланд» генерального округа Белорутения.
Вся полнота власти в районе принадлежала зондерфюреру — немецкому шефу района, который подчинялся руководителю округи — гебитскомиссару. Во всех крупных деревнях района были созданы районные (волостные) управы и полицейские гарнизоны из белорусских и украинских коллаборационистов.
Для осуществления политики геноцида и проведения карательных операций сразу вслед за войсками в район прибыли карательные подразделения войск СС, айнзатцгруппы, зондеркоманды, тайная полевая полиция (ГФП), полиция безопасности и СД, жандармерия и гестапо.
Одновременно с оккупацией нацисты и их приспешники начали поголовное уничтожение евреев. «Акции» (таким эвфемизмом гитлеровцы называли организованные ими массовые убийства) повторялись множество раз во многих местах. В тех населенных пунктах, где евреев убили не сразу, их содержали в условиях гетто вплоть до полного уничтожения, используя на тяжелых и грязных принудительных работах, от чего многие узники умерли от непосильных нагрузок в условиях постоянного голода и отсутствия медицинской помощи.
За время оккупации практически все евреи Воложинского района были убиты, а немногие спасшиеся в большинстве воевали впоследствии в партизанских отрядах.
Самые массовые убийства евреев в Воложинском районе произошли в Воложине, Ивенце, Ракове, деревнях Брыльки (Возновщина, Комаровка), Вишнево, Забрезье, Камень, Михалово, Полочанка.

## Гетто
Оккупационные власти под страхом смерти запретили евреям снимать желтые латы или шестиконечные звезды (опознавательные знаки на верхней одежде), выходить из гетто без специального разрешения, менять место проживания и квартиру внутри гетто, ходить по тротуарам, пользоваться общественным транспортом, находиться на территории парков и общественных мест, посещать школы.
Немцы, реализуя нацистскую программу уничтожения евреев, создали на территории района 5 гетто.
- В Вишневском гетто (июль 1941 — 26 сентября 1942) были убиты более 2000 евреев.
- В Воложинском гетто (август 1941 — лето 1943) погибли около 3000 евреев.
- В Забрезье (Забрежье) (июнь 1941 — 1942) погибли от 136 до 180 евреев.
- В Ивенецком гетто (10 ноября 1941 — 9 июня 1942) были замучены и убиты более 1000 евреев.
- В Раковском гетто (август 1941 — февраль 1942) нацисты убили более 1000 евреев.

## Случаи спасения и «Праведники народов мира»
В Воложинском районе 21 человек были удостоены почетного звания «Праведник народов мира» от израильского мемориального института «Яд Вашем» «в знак глубочайшей признательности за помощь, оказанную еврейскому народу в годы Второй мировой войны»
- Слодзинские Альберт и Янина — за спасение Давидмана Гдалии, Столера Дова, Кукина Лейба и Миликовского Менделя в деревне Долкневичи[20].
- Стасяк Мария — за спасение Дратвицкой Регины и её сына Бени в Воложине[21].
- Слодзинские Юльян, Бронислава и Кербедж (Слодзинская) Регина — за спасение Миликовской Мины.
- Шнип Антон — за спасение Бабкис Ады и Якова в деревнях Легезы и Глеи[22].
- Сорока Иосиф, Ольга и Анатолий — за спасение Бабкис Ады в деревне Легезы.
- Бельские Александр и Александра — за спасение Бабкис Якова в деревне Глеи[23].
- Пожарицкие Бронислав и Алима — за спасение Грингауз Гени в деревне Гиневичи[24].
- Новодворские Ян и Антонина — за спасение Лавита Шаи и Гудеса Иосифа в Воложине[25].
- Бочковские Флавиан, Станислава, Юзеф, Зигмунт, Сапежинская (Бочковская) Хелена — за спасение Грингольца Давида и его сына Арона в деревне Кречевцы[26].

## Память
Убитым евреям Воложина установлены 4 памятника в самом городе и ещё на кладбище «Кирьят Шауль» в Тель-Авиве. В Ивенце на еврейской братской могиле возведен мемориал. В Вишнево и в Ракове евреям установлены по два памятника. В Забрезье памятник жертвам Холокоста установлен в центре деревни.
Опубликованы неполные списки убитых евреев Воложинского района.